# A Fisherman of the Inland Sea
A Fisherman of the Inland Sea ist eine 1994 erschienene Sammlung von Kurzgeschichten der Autorin Ursula K. Le Guin, die 1998 unter dem Titel Ein Fischer des Binnenmeeres auf Deutsch herausgegeben wurde. In den letzten drei Geschichten des Bandes werden die Technik des „churten“, des Ortswechsels ohne Zeitintervall, sowie dessen Nebenwirkungen beschrieben; wie LeGuin im Vorwort anmerkt, sind die drei Geschichten um das „churten“
„Geschichten über Geschichten“, oder über das Erzählen.

## Inhalt
Die enthaltenen Geschichten sind (mit ursprünglichem Erscheinungsjahr):
- The First Contact with the Gorgonids (1991)
- Newton’s Sleep (1991)
- The Ascent of the North Face (1983)
- The Rock That Changed Things (1992)
- The Kerastion (1990)
- The Shobies’ Story (1990)
- Dancing to Ganam (1993)
- Another Story or A Fisherman of the Inland Sea (1994)

## Bibliografie
- Susan M. Bernardo, Graham J. Murphy: Ursula K. Le Guin: A Critical Companion. 1st Auflage. Greenwood Press, Westport, CT 2006, ISBN 0-313-33225-8 (englisch).
- Mike Cadden: Ursula K. Le Guin Beyond Genre: Fiction for Children and Adults. 1st Auflage. Routledge, New York, NY 2005, ISBN 0-415-99527-2 (englisch).
- Ursula Le Guin: A Fisherman of the Inland Sea. 1st Auflage. Harper Prism, 1994, ISBN 0-06-105200-0 (englisch).